# Tyler Eifert
Tyler Eifert (Fort Wayne, 8 settembre 1990) è un giocatore di football americano statunitense che milita nel ruolo di tight end per i Jacksonville Jaguars della National Football League (NFL). Al college giocò a football all’Università di Notre Dame.

## Carriera professionistica

### Cincinnati Bengals
Eifert era considerato il miglior tight end selezionabile nel Draft NFL 2013. Il 25 aprile fu scelto come 20º assoluto dai Cincinnati Bengals. Il 15 luglio firmò un contratto quadriennale del valore di 8,256 milioni di dollari di cui 4,38 milioni di bonus alla firma. Debuttò come professionista partendo come titolare nella sconfitta della settimana 1 contro i Chicago Bears in cui ricevette 5 passaggi per 47 yard. Il primo touchdown lo segnò nella vittoria della settimana 7 sui Detroit Lions e il secondo nella settimana 15 contro i Pittsburgh Steelers. La sua prima stagione regolare si concluse con 445 yard ricevute e 2 touchdown in 15 presenze, tutte come titolare. I Bengals vinsero la propria division ma furono eliminati nel primo turno di playoff dai San Diego Chargers.
Nella prima partita della stagione 2014 contro i Tennessee Titans, Eifert si slogò una spalla nel primo quarto, non facendo più ritorno in campo. Il 10 settembre fu inserito in lista infortunati, perdendo tutto il resto dell'annata.
Eifert tornò in campo nel primo turno della stagione 2015, in cui segnò due touchdown nella vittoria sui Raiders. Con tre TD nella vittoria del nono turno sui Browns, giunse a quota nove, pareggiando il record di franchigia per un tight end. A fine stagione fu convocato per il primo Pro Bowl in carriera dopo avere guidato tutti i pari ruolo della lega con 13 touchdown.
Nel quarto turno della stagione 2018 Eifert subì un grave infortunio lasciando il campo in barella.

### Jacksonville Jaguars
Il 26 marzo 2020 Eifert firmò con i Jacksonville Jaguars.

## Palmarès
- Convocazioni al Pro Bowl: 1

2015